# Ana e os Sete
Ana e os Sete é uma série juvenil, adaptada de uma produção espanhola original (Ana y los siete), que foi transmitida pela estação de televisão portuguesa TVI entre 6 de Abril de 2003 e 2005. Fez sucesso entre o público mais jovem, batendo programas como Herman SIC, As Aventuras do Camilo e Contra Informação, com 30% de share.
A personagem principal é uma ex-bailarina, stripper de um dos mais frequentados cabarets de Lisboa e a sorte bate-lhe à porta quando é aceite para ser ama, numa das mais ricas casas do país. Quem a dirige é um banqueiro, interpretado por Virgílio Castelo, que está prestes a casar com a sua noiva interesseira. Ana vai alterar a vida das crianças e adolescentes, filhos deste, mudando-lhes a mentalidade e fazendo a pequena Maria falar. Ana tem também um "companheiro", mas não o ama. A cozinheira e o mordomo da casa, vão formar um par cómico com o fim de divertir os espectadores.
Esta série foi reposta na TVI Ficção entre 7 de Abril e 18 de Julho de 2014, totalizando 104 episódios (52 por cada temporada), sendo repetida novamente em Janeiro de 2015. Voltou ao mesmo canal no dia 4 de Junho de 2021, aos sábados, pelas 22h.

## Sinopse
Ana e os Sete é uma comédia de situação, desenhada para o entretenimento familiar, cujo tema central são os conflitos familiares, juvenis e infantis. Henrique Vilar Coutinho (Virgílio Castelo) é um banqueiro distinto que enviuvou há cerca de um ano e tem sete filhos, com idades compreendidas entre os seis e os dezassete anos. Desde a morte da mulher que procura uma perceptora que se ocupe da educação dos seus filhos, mas estes estão pouco interessados em ter uma pessoa no lugar da sua mãe, arranjando sempre estratagemas que fazem com que as candidatas se despeçam ao fim de poucos dias. 
Ana Cruz (Alexandra Lencastre) é uma mulher muito atraente que sempre sonhou ser atriz, mas tem tido pouca sorte na arte da representação, apesar de concorrer a todos os castings. Aconselhada por Tino (António Pedro Cerdeira), o seu melhor amigo e namorado de longa data, vai-se sustentando como stripper no Clube Chicago, onde espera ansiosamente que apareça um produtor de cinema que a veja e reconheça o seu talento. Farta da vida que leva, e consciente de que o emprego como stripper não dura para sempre, Ana vai a uma agência de emprego onde ocorre uma confusão e a indicam para se apresentar na Mansão Vilar Coutinho, da qual a 16ª ama se acaba de despedir!
Inicialmente, Ana terá de enfrentar muitas dificuldades para conseguir ganhar a confiança das sete «pestinhas». Maria (Ana Catarina Abreu), a mais nova, é a primeira a render-se à boa disposição e ao apurado instinto maternal de Ana, que, um a um, os vai conquistando, de tal forma, que se torna indispensável, não só às crianças, mas a toda a família. 
Henrique e Ana são de mundos opostos. São oriundos de classes sociais diferentes. Têm uma educação distinta e formas de ver a vida que os impede de se aproximarem. No entanto, os dois sentem uma atração física mútua, que gradualmente se transformará em algo mais. Mas a barreira social existente entre os dois parece intransponível, e os obstáculos surgirão ao seu redor, impedindo uma relação romântica convencional. Estão, então, servidos todos os ingredientes para uma grande série de comédia familiar que fará com que a nossa sensibilidade desperte, tanto para a gargalhada como para o sonho.

## Elenco
- Alexandra Lencastre - Ana Cruz
- Alfredo Brito - Ricardo
- Ana Catarina Abreu - Maria Vilar Coutinho
- António Pedro Cerdeira - Tino Boavida
- Artur Agostinho - Adriano Vilar Coutinho
- Carlos Almeida - Manuel Vilar Coutinho
- Carlos Areia - António Xavier, o mordomo
- Carolina Henriques - Inês
- Carolina Sales - Matilde Vilar Coutinho
- Catarina Gonçalves - Helena
- Cátia Nunes - Teresa Vilar Coutinho
- Cristina Carvalhal - Carminho
- Diogo Valsassina - Rui
- Filomena Cautela - Sandra
- Helena Isabel - Rosa Ribas de Sá
- João Catarré - Miguel
- José Afonso Pimentel - Diogo Vilar Coutinho
- José Carlos Pereira - Leão
- José Fidalgo - Paulo
- Afonso Pimentel - Diogo Vilar
- Mafalda Luís de Castro - Marta Vilar Coutinho
- Mané Ribeiro - Manuela Leitão, a cozinheira
- Marcelino Almeida - Guilherme Vilar Coutinho
- Margarida Vila-Nova - Carolina Vilar Coutinho
- Marina Albuquerque - Marlene Paiva
- Natália Luiza - Psicóloga
- Paulo Pires - David Vilar Coutinho
- Ramón Martinez - Jorge
- Rita Loureiro - Mafalda Ribas de Sá
- Rui de Sá - Luís
- Sandra B. - Carolina Vilar Coutinho, Mãe
- Virgílio Castelo - Henrique Vilar Coutinho

## Atores Convidados
- Cremilda Gil
- Fernanda Montemor
- Manuela Cassola
- Romi Soares
- Paulo Ferreira
- Margarida Carpinteiro